# STS-63
STS-63は、アメリカ合衆国とロシアによるシャトル・ミール計画の1つである。初めてスペースシャトルとミールのランデブーが行われ、'Near-Mir'として知られる。スペースシャトル・ディスカバリーが1995年2月3日の夜にケネディ宇宙センター第39発射施設Bから打ち上げられた。ディスカバリーにとっては20回目の飛行となり、史上初めて、女性（アイリーン・コリンズ）がスペースシャトルの操縦手を務めた。また、イギリスの宇宙飛行士（マイケル・フォール）とアフリカ起源の宇宙飛行士（バーナード・ハリス）が初めて宇宙遊泳を行った。スパルタン204を成功裏に放出、回収し、またミールとの初のドッキングミッションとなるSTS-71の準備として、予定通りミールとのランデブー及びミールの周回を行った。

## 乗組員
- 船長 - ジェームズ・ウェザービー （3度目）
- 操縦手 - アイリーン・コリンズ（初）
- ミッションスペシャリスト1 - バーナード・ハリス （2度目）
- ミッションスペシャリスト2 - マイケル・フォール （3度目）
- ミッションスペシャリスト3 - ジャニス・E・ヴォス （2度目）
- ミッションスペシャリスト4 - ウラジーミル・チトフ （3度目）

## ミッションハイライト

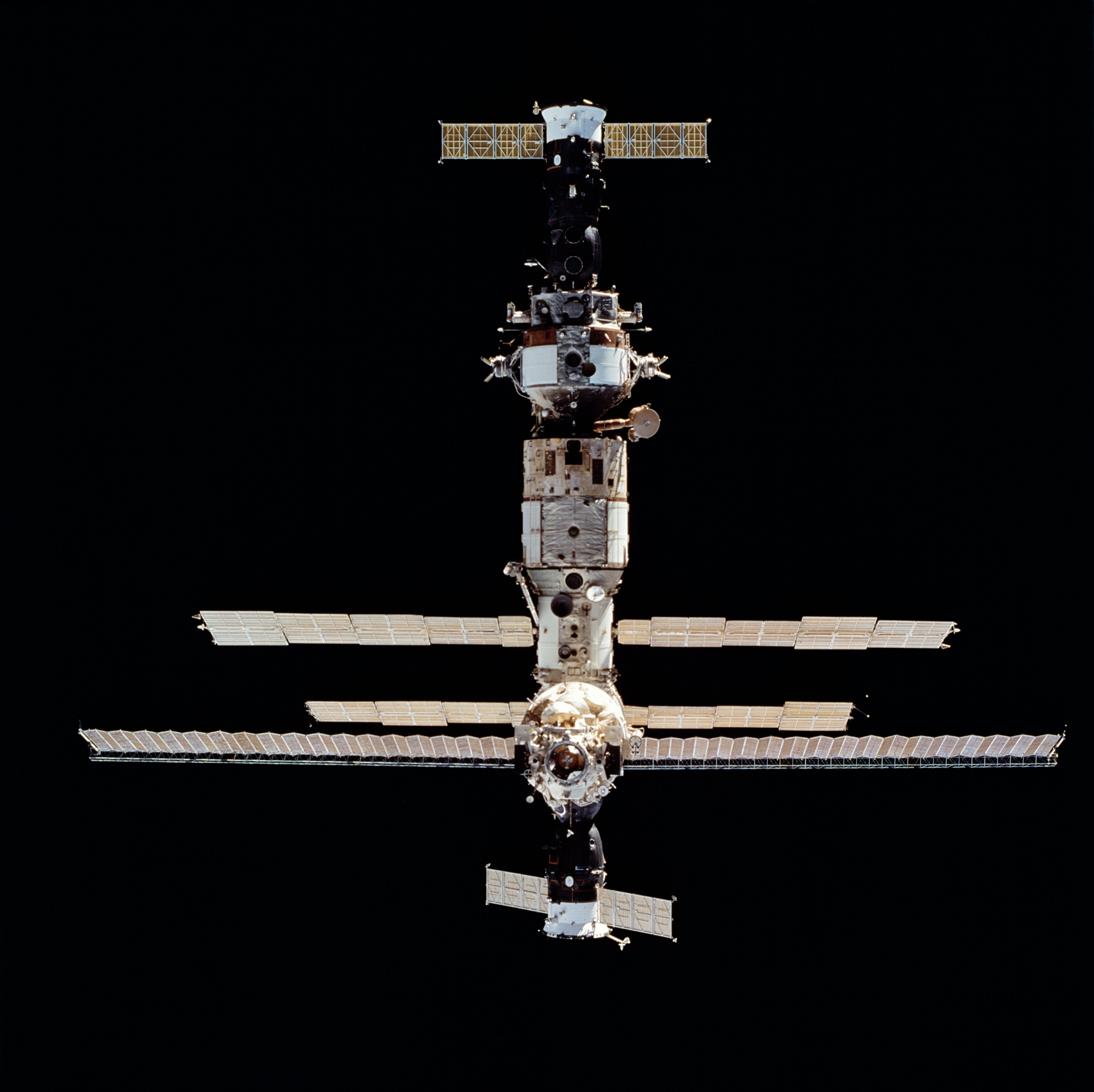
ディスカバリーから見たミール。上部にソユーズTM-20が見える。

STS-63の主目的は、ロシアの宇宙ステーションミールとランデブーし、その周りを周回することであった。ミールとのランデブー/フライバイの目的は、STS-71で予定されるドッキングに向け、飛行技術、通信、ナビゲーションを支援するセンサのインターフェイス等を確認することであった。
他の目的としては、スペースハブ-3での実験や係留飛行、スパルタン204の放出と回収等であった。スパルタン204は、自由飛行して回収可能なプラットフォームであり、拡散光源からのスペクトルの遠紫外線領域のデータを得るために設計された。2人の宇宙飛行士による5時間の宇宙遊泳も予定されていた。
STS-63に搭載されたペイロードには、Cryo Systems Experiment (CSE)、Shuttle Glow (GLO-2) experiment、Orbital Debris Radar Calibration Spheres (ODERACS-2)、Solid Surface Combustion Experiment (SSCE)、Air Force Maui Optical Site Calibration Test (AMOS)、Midcourse Space Experiment (MSX)等があった。
飛行初日から連日、ディスカバリーをミールと同一直線上に移動させるために、一連のスラスタ燃焼が行われた。当初の計画では、ミールから10m以内には近づかず、その周りを周回するというものだった。しかし、44個の姿勢制御システムのスラスタのうち3つがランデブー前に漏れ出した。メインエンジンを停止した直後、2つの後方スラスタの漏れが始まり、R1Uと呼ばれるそのうちの1つは、ランデブーに重要なものだった。3つ目の漏れは、後に前方のスラスタで起こったが、乗組員により対処することができた。
アメリカ側とロシア側の広範な交渉と技術情報の交換の後、ロシア側は安全に接近が行えると判断し、乗組員にゴーサインを出した。RiUスラスタの多岐管は閉じられ、接近のために予備のスラスタが選ばれた。定刻より前にディスカバリーとミールの間の無線通信が行われ、かつて1年以上ミールに居住していたチトフは、興奮して、ミールに滞在中の3人の宇宙飛行士と通信した。ミール第17次長期滞在の船長はアレクサンドル・ヴィクトレンコ、フライトエンジニアはエレーナ・コンダコワ、そして医師のワレリー・ポリャコフはチトフの持つ宇宙空間滞在記録を更新した。ミールから122mの距離に期待を保った後、ウェザービーは手動で機体を操作し、1995年2月6日19:23:20(UTC)に最接近地点の11mまで近づけた。その後、ウェザービーは「我々が宇宙船を近づけるにつれて、我々の国家も近くなる。次に我々が接近する時には、握手をして、次の100年に向けて世界を導こう」と語った。

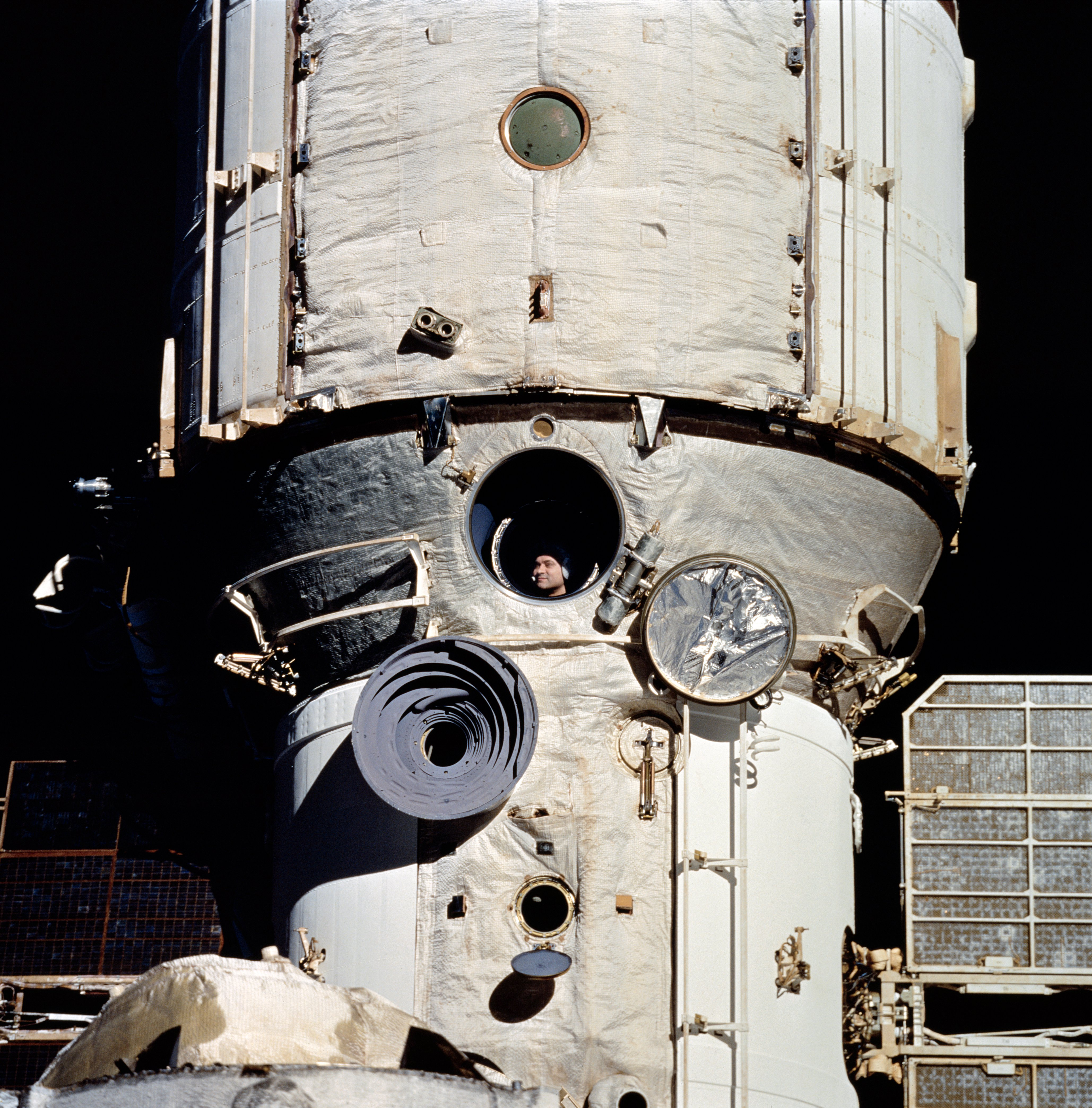
ポリャコフは、ミール・コアモジュールからランデブーを観察した。

ヴィクトレンコは、「我々は一つ、我々は人類だ」と返答した。ウェザービーは122mまで宇宙船を離し、ミールの周りを1と1/4回転して、その様子が撮影された。ミールの乗組員は、接近の結果として揺れや太陽電池の動きはなかったと報告した。
また乗組員は、ディスカバリーのペイロードベイに積んだ機器で広範な実験を行った。前方ペイロードに積まれて飛行初日に起動されたスペースハブ-3は、商業的に開発されたモジュールで、スペースシャトルで3度目の飛行だった。20の実験、11の生物工学実験、3つの先端材料開発実験、4つの技術実証、2つのハードウェアアクセラレーション等が行われた。乗組員の作業時間を削減するために、スペースハブには改良が加えられた。動画撮影操作への宇宙飛行士の関与の必要性を減らすために新しいスイッチが追加され、また実験実施者がデータの受信やステータスの確認をコンピュータを介して直接行えるように、遠隔操作システムに実験インタフェースが追加された。実験用ロボットのCharlotteは初めて宇宙飛行し、実験サンプルの入替等の単純作業を削減した。
植物成長実験であるAstrocultureは、4回目の宇宙飛行となった。Astrocultureの目的は、将来の宇宙での生命維持のために、宇宙の微小重力環境での植物育成技術を実証することである。エネルギー効率の良い照明や室内空気からの汚染物質の除去等のトピックも含まれているため、地上でも応用できる。薬学実験の1つであるImmuneも地上で応用できる。宇宙飛行中は抵抗力が弱まるという傾向から、Immune実験では、この抵抗力の低下を妨げるまたは弱める物質の試験が行われた。エイズ等の免疫抑制疾患の医療への応用が期待される。
飛行2日目には、直径10cm未満の軌道上のデブリを記録するOrbital Debris Radar Calibration System-II (ODERACS-II)が2人の乗組員により展開された。寸法が既知で軌道上の寿命が有限のターゲット物体6つを軌道に放出し、地上レーダーで追跡することでレーダーの正確な校正が行われ、低軌道の小さなスペースデブリを正確に追跡することが可能となった。
また同じ日には、シャトル・リモート・マニピュレータ・システムでスパルタン204をペイロードベイから持ち上げた。SPARTANは、スラスタの点火等を観察するため、吊られたままにされた。スパルタン204はその後、放出されて40時間の自由飛行を行い、その際に遠紫外線撮像で星間物質の観測を行った。
飛行最終日近くには、スパルタン204に対する宇宙遊泳が必要となり、シャトル・リモート・マニピュレータ・システムに係留されてフォールとハリスが宇宙遊泳を行った。2人は、宇宙ステーションの組立てをリハーサルするために約1,100kgのSPARTANの取扱いを練習する予定だったが、夜間の実施だったため、両名とも非常に寒いと報告し、重量物の取扱いは中止となった。これは、スペースシャトルで29回目の宇宙遊泳であり、イギリス出身の宇宙飛行士、アフリカ起源の宇宙飛行士が宇宙遊泳を行うのは初のことだった。4時間38分行われた。
他のペイロードには、Hitchhiker support assembly内のCryo System Experiment (CSE)とShuttle Glow (GLO-2)、IMAX camera、ミッドデッキのSolid Surface Combustion Experiment (SSCE)等があった。

## コカ・コーラ

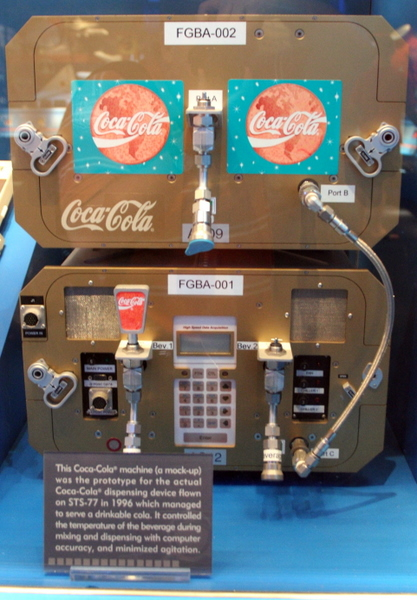
STS-63では、初めてコカ・コーラのディスペンサーが宇宙を飛んだ。

コロラド大学ボルダー校のBioServe Space Technologiesは、コカ・コーラ及びその他いくつかのグループと協力して、Fluids Generic Bioprocessing Apparatus-1 (FGBA-1)を開発した。この装置は、宇宙飛行士のために予め混ぜられたソーダを分注することができ、味覚の変化の研究を行う。宇宙飛行士は、飛行の前後には、対照サンプルを評価した。FGBA-2は、STS-77で再度宇宙に運ばれた。

## 徽章
太陽の6本の光芒と3つの星は、今回の飛行の番号である63を象徴している。